# ایننس (دهانه)

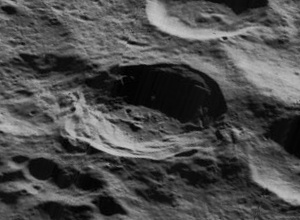
نمای مایل از Innes، در سمت دور ماه، رو به غرب.

ایننس یک دهانه برخوردی در ماه‌ است.

## دهانه‌های اقماری
این دهانه ۳ دهانه اقماری دارد.
| Innes | عرض جغرافیایی | طول جغرافیایی | قطر          |
| ----- | ------------- | ------------- | ------------ |
| S     | ۲۷.۶° N       | ۱۱۷.۳° E      | ۳۳.۰ کیلومتر |
| Z     | ۲۹.۸° N       | ۱۱۹.۲° E      | ۳۳.۰ کیلومتر |
| G     | ۲۶.۷° N       | ۱۲۲.۳° E      | ۲۲.۰ کیلومتر |